# Ali Kamel
Ali Ahamad Kamel Ali Harfouche (Rio de Janeiro, 1 de janeiro de 1962) é um jornalista e sociólogo brasileiro.
Em janeiro de 2024 ocupou o cargo de coordenador do Conselho Editorial do Grupo Globo. Entre 2012 e 2023 foi diretor geral de Jornalismo da Globo.

## Biografia
Nasceu no Rio de Janeiro em uma família de imigrantes sírios. 
O avô materno, Mamede Ali, casou-se na Bahia com Maria José Alves Ali com quem teve dois filhos, Luiz e Zeny. Os avós foram para o Rio de Janeiro dez anos depois, onde Zeny casou-se com o sírio Ahmad Kamel com o qual teve quatro filhos: Mamede, Leila, Samira e Ali, os dois últimos gêmeos (o pai e o avô materno de Ali Kamel são muçulmanos; a mãe e a avó materna são cristãs).[carece de fontes?]
Formou-se em 1983 em Ciências Sociais pelo Instituto de Filosofia e Ciências Sociais da Universidade Federal do Rio de Janeiro e em 1984 em Jornalismo pela Pontifícia Universidade Católica do Rio de Janeiro. 
É casado com a jornalista e colunista Patrícia Kogut, do jornal O Globo. 
Fez estágio de um ano no Instituto Brasileiro de Geografia e Estatística, onde ingressou por concurso. 
Em 1982, também como estagiário, começou a trabalhar como jornalista na Rádio Jornal do Brasil, onde foi contratado. Saiu de lá como redator, em 1985. 
No mesmo ano, ingressou na revista Afinal, como repórter. Tornou-se chefe da pequena sucursal da revista, no Rio de Janeiro. 

### Revista Veja
Saiu de lá em fevereiro de 1986, para ser editor-assistente da revista Veja, onde permaneceu até 1989, na condição de subchefe da sucursal carioca.

### O Globo
Em maio do mesmo ano, ingressou no jornal O Globo, como chefe de reportagem dos jornais de bairro, a convite de Henrique Caban, então superintendente de redação do jornal. 
Um ano depois, Evandro Carlos de Andrade, o então diretor de redação do jornal, convidou-o para a chefia de reportagem da editoria Rio. 
Em 1990, foi promovido a editor do Segundo Caderno. 
Em 1991, foi para Brasília, onde se tornou diretor da sucursal, lá permaneceu até 1993, quando retornou ao Rio de Janeiro, como editor-chefe adjunto do jornal, sempre por iniciativa de Evandro Carlos de Andrade. 
Em 1995, Evandro assumiu a direção da Central Globo de Jornalismo da Rede Globo, e Merval Pereira assumiu a direção de redação do jornal O Globo.
Merval, então, promoveu Ali Kamel a editor-chefe do jornal, cargo que ocupou até 2001, quando se tornou diretor-executivo. 
Em junho de 2001, Evandro Carlos de Andrade morreu e foi substituído por Carlos Henrique Schroder. Kamel foi então convidado para ser o diretor-executivo de jornalismo da central dirigida por Schroder. 
Em maio de 2003, passou a escrever uma coluna quinzenal na página de opinião do jornal O Globo. 
Uma de suas maiores polêmicas como colunista foi sobre livros didáticos. Criticou com contundência o livro Nova História Crítica, de Mario Schmidt, afirmando que o livro difundia a ideologia marxista, entre outros aspectos. 
Encerrou sua coluna no O Globo em 2009 e, no início do mês de julho do mesmo ano, foi promovido ao cargo de diretor da Central Globo de Jornalismo (CGJ), cargo antes ocupado por Carlos Schroder, que assumiu a Direção Geral de Jornalismo e Esporte (DGJE), recentemente criada pela Rede Globo. 
A Central Globo de Jornalismo estava subordinada à DGJE.[carece de fontes?]
Em 19 de setembro de 2012, assumiu a Direção Geral de Jornalismo e Esportes, quando Carlos Henrique Schroder deixou o cargo para assumir a direção geral da Rede Globo.
Como diretor da DGJE, Ali supervisionou a cobertura da Copa das Confederações de 2013, a Copa do Mundo de 2014, e as Olimpíadas do Rio, em 2016.  
Em outubro de 2016, o Esporte passou a ser uma unidade que atendia ao mesmo tempo a Rede Globo e a Globosat, sob a direção de Roberto Marinho Neto.
Ali continuou responsável pelo jornalismo da Rede Globo, pelo canal por assinatura GloboNews e pelo portal de notícias na internet G1. 
Seu cargo passou a ser o de diretor de jornalismo da Rede Globo. 
Em janeiro de 2024, Kamel deixou o cargo na Direção de Jornalismo da emissora para ser coordenador do Conselho Editorial do Grupo Globo.

## Obras

### Não somos racistas
Em agosto de 2006, lançou o livro Não somos racistas (Nova Fronteira, 144 pp), no qual critica a adoção de cotas raciais, sustentando a tese de que, ao contrário de combater o racismo, elas podem dar origem ao ódio racial - até então inexistente no Brasil, segundo ele. 
No livro, Kamel sustenta que o Brasil não é uma nação estruturalmente racista, embora admita que o racismo existe no país, como em todas as sociedades humanas. 
Analisa as estatísticas que expressam a desigualdade entre negros e brancos, concluindo, no entanto, que nada permite afirmar que a desigualdade seja fruto do racismo. 
Para ele, o abismo que separa negros e brancos nos indicadores sociais decorre fundamentalmente da pobreza, o que o leva a defender investimentos realmente expressivos em educação. Além disso, o autor discute como a questão do negro foi tratada pela academia, desde os anos 1930 até os nossos dias. 

### Sobre o Islã
Em 2007, lançou Sobre o Islã – A Afinidade entre Muçulmanos, Judeus e Cristãos e as Origens do Terrorismo, também editado pela Editora Nova Fronteira.

### Dicionário Lula
Em agosto de 2009, lançou Dicionário Lula, um presidente exposto por suas próprias palavras, também pela Nova Fronteira. 
No livro, Kamel analisa todos os discursos de improviso de Lula, todas as suas entrevistas e todos os programas radiofônicos Café com o Presidente, num total de 1554 textos, material suficiente para a publicação de um artigo diário, de domingo a domingo, por treze anos e meio. 
O livro se divide em duas partes. 
Na primeira, Kamel analisa o perfil do presidente a partir de suas palavras. 
Na segunda, está um dicionário, com 347 verbetes. Com a ajuda de programas de computador, Kamel selecionou as palavras mais usadas por Lula e deu definições a elas, para isso usando as próprias palavras do presidente. 

## Homenagens
Em dezembro de 2006, a revista Veja, da Editora Abril, incluiu Não somos racistas entre os dez livros mais importantes do ano. 
Em 2008, a revista Superinteressante, também da Editora Abril, lançou uma edição especial com os 122 livros que considerava fundamentais para entender o mundo. "Se você ainda não os leu, explicamos aqui por que eles são essenciais", dizia a capa da revista. 
Na lista, dois livros de Ali Kamel: Não somos racistas, na página 16, e Sobre o Islã, na página 42 da edição da revista.
Em 2009, Kamel foi apontado, pela revista Época, da  Editora Globo, como um dos 100 brasileiros mais influentes do ano.